# 卢氏 (房玄龄妻)
卢氏（?—?），唐朝贞观年间宰相房玄龄的妻子，史书中没有记载她的家世。
房玄龄寒微的時候，得了重病将要死去，对卢氏说：“我病重了，你还年轻，不可寡居，应该改嫁。”卢氏哭着走入帐中，弄瞎一只眼给房玄龄看，表明自己没有改嫁之意。房玄龄病好了之后，终身礼待妻子。
《隋唐嘉话》有一个故事，说房玄龄之妻善妒，唐太宗想要赐给房玄龄美人，房玄龄屢辭不受。太宗命令长孙皇后召來房夫人，告知她媵妾之流，现有常制，司空年老，皇帝想要有所優詔。房夫人坚决不同意。太宗于是派人对她说：「你想要不妒而活，还是想要寧妒而死？」盧氏回答：「妾寧妒而死。」于是太宗给她赐酒：「如果想死，可飲此酒。」房夫人一饮而盡，酒中并没有毒。太宗说：「我尚怕見她，何況玄齡！」《朝野佥载》里有相似的故事，不过主角由房玄龄变为任瓌。后来这个故事与“吃醋”的说法合流。

## 相关文艺作品
- 2004年电视剧《千古風流一罈醋》，恬妞扮演房夫人